# الديم (جبلة)

تعديل مصدري - تعديل

الديم هي إحدى قرى عزلة الربادي بمديرية جبلة التابعة لمحافظة إب، بلغ تعداد سكانها 292 نسمة حسب تعداد اليمن لعام 2004.